# Bentley Speed Six
O Bentley 6½ Litre e o Bentley Speed Six, de alto desempenho, foram chassis produzidos pela Bentley de 1926 a 1930. O Speed Six, lançado em 1928, tornou-se o Bentley de corrida de maior sucesso. Dois Bentley Speed Six ficaram conhecidos como os Blue Train Bentleys depois que seu proprietário, Woolf Barnato, correu contra o trem azul em 1930.

## Antecedentes
Em 1924, Bentley já estava no mercado há cinco anos. Ele decidiu construir um chassi maior que o 3 Litre, com um motor mais suave e potente. O novo chassi seria mais adequado para as carrocerias de limusine grandes e pesadas que muitos de seus clientes estavam colocando em seus chassis de carros esportivos. O carro resultante seria mais refinado e mais adequado para o conforto geral.

## Corrida do protótipo
A Bentley construiu uma mula de desenvolvimento com um motor de seis cilindros em linha de 4¼ litros, derivado do motor de quatro cilindros do 3 Litre. Para disfarçar a origem do carro, ele tinha um grande radiador em forma de cunha e foi registrado como "Sun". O chassi recebeu uma carroceria de turismo grande e leve, do tipo Weymann, construída pela Freestone and Webb.
W. O. Bentley combinou um de seus testes de estrada do "Sun" com uma viagem para assistir ao Grande Prêmio da França de 1924 em Lyon. Em sua viagem de volta à balsa em Dieppe, W. O. encontrou outro carro disfarçado em um cruzamento de três vias. W. O. e o piloto de testes da Rolls-Royce se reconheceram e começaram a competir pelas rotas nacionais. Essa racha continuou até que o chapéu do piloto da Rolls-Royce voou e ele teve que parar para recuperá-lo. Os pneus do Sun estavam muito gastos quando W. O. chegou à balsa em Dieppe.

## 6½ Litre

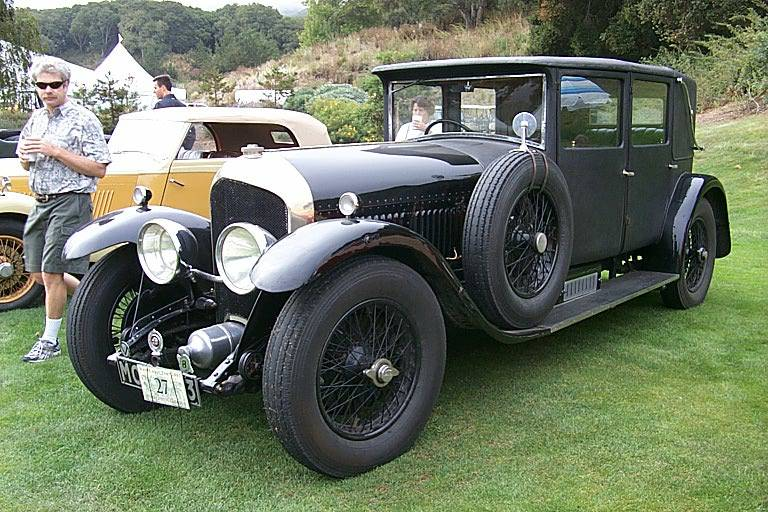
Bentley 6½ Litre 1927
com carroceria limusine da H. J. Mulliner & Co.

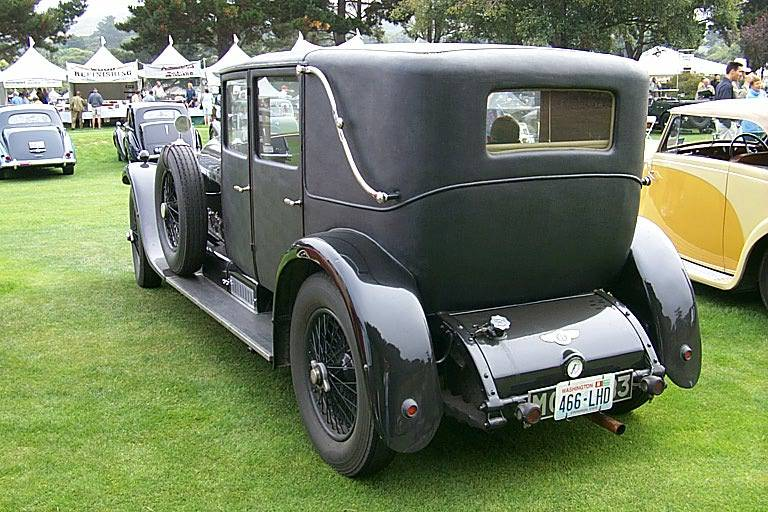
Vista traseira

Percebendo, a partir da corrida improvisada, que o Sun não tinha vantagem de desempenho sobre o mais recente desenvolvimento da Rolls-Royce, W. O. aumentou o diâmetro do seu motor de seis cilindros de 80 milímetros para 100 milímetros. Com um curso de 140 mm, o motor tinha um cilindrada de 6,6 L (6.597 cc). Assim como o motor de quatro cilindros, o seis cilindros da Bentley incluía um eixo de comando de válvulas no cabeçote, 4 válvulas por cilindro e um bloco de motor e cabeçote de peça única fundidos em ferro, o que eliminava a necessidade de junta do cabeçote. Em sua forma básica, com um único carburador Smiths de 5 jatos, dois magnetos de ignição e uma taxa de compressão de 4,4:1, o Bentley 6½ Litros entregava 147 cavalos de potência a 3.500 RPM.
Embora baseado no motor do 3 Litre, o motor do 6½ incorporou muitas melhorias. A embreagem cônica do 3 Litre foi substituída por um projeto de disco seco que incorporava um freio de embreagem para trocas rápidas de marcha, e o carro tinha freios nas quatro rodas assistidos por tambores aletados. Os freios dianteiros tinham quatro sapatas dianteiras por tambor. Acionando um dispositivo de compensação patenteado, o piloto podia ajustar os quatro freios para corrigir o desgaste enquanto o carro estava em movimento, o que era particularmente vantajoso durante as corridas.
Uma variedade de distâncias entre eixos era oferecida, variando de 3.353 a 3.874 mm; a mais popular era a de 150 polegadas.

## Speed Six

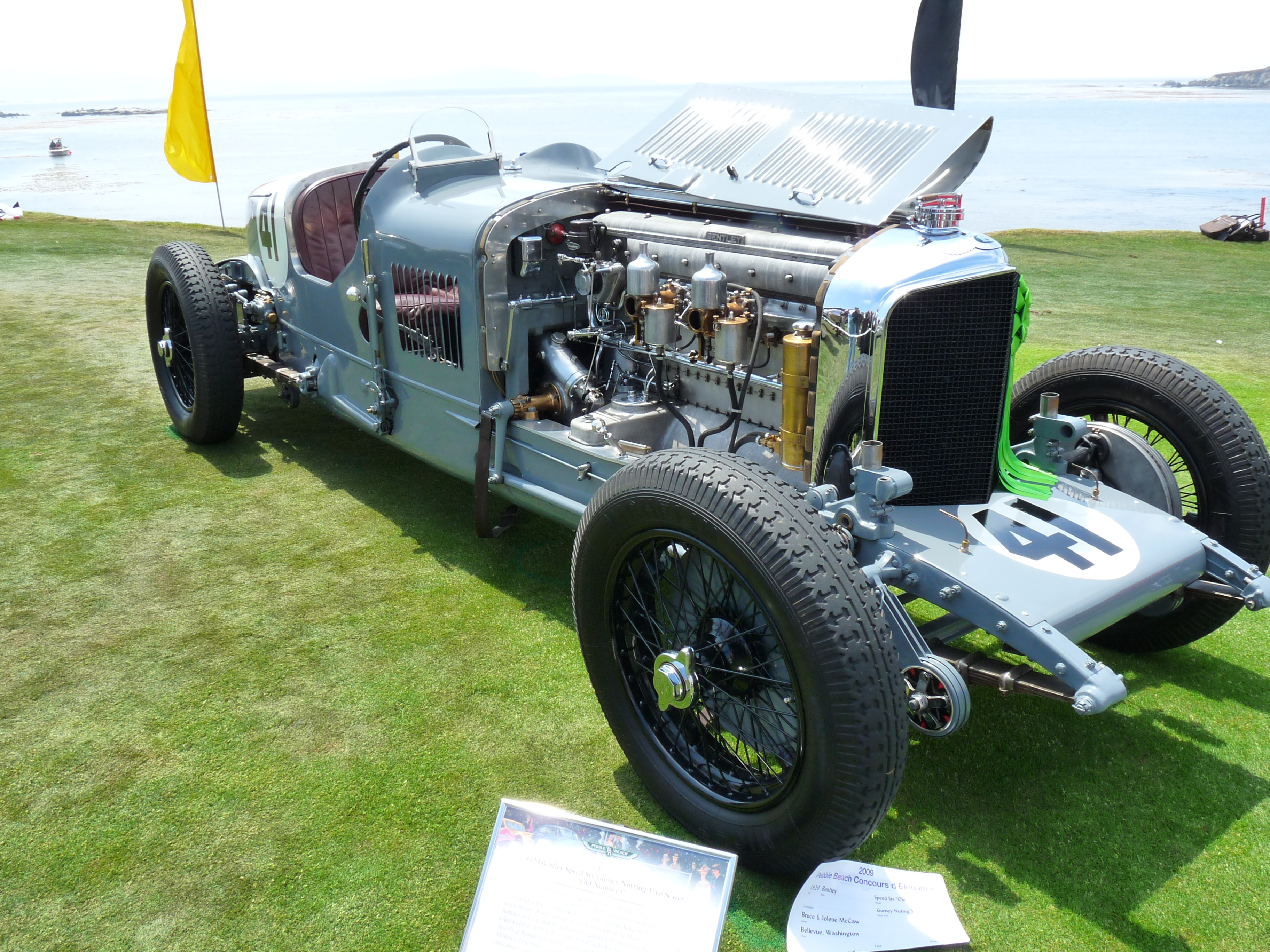
Old Number One, vencedor das 24 Horas de Le Mans em 1929 e 1930

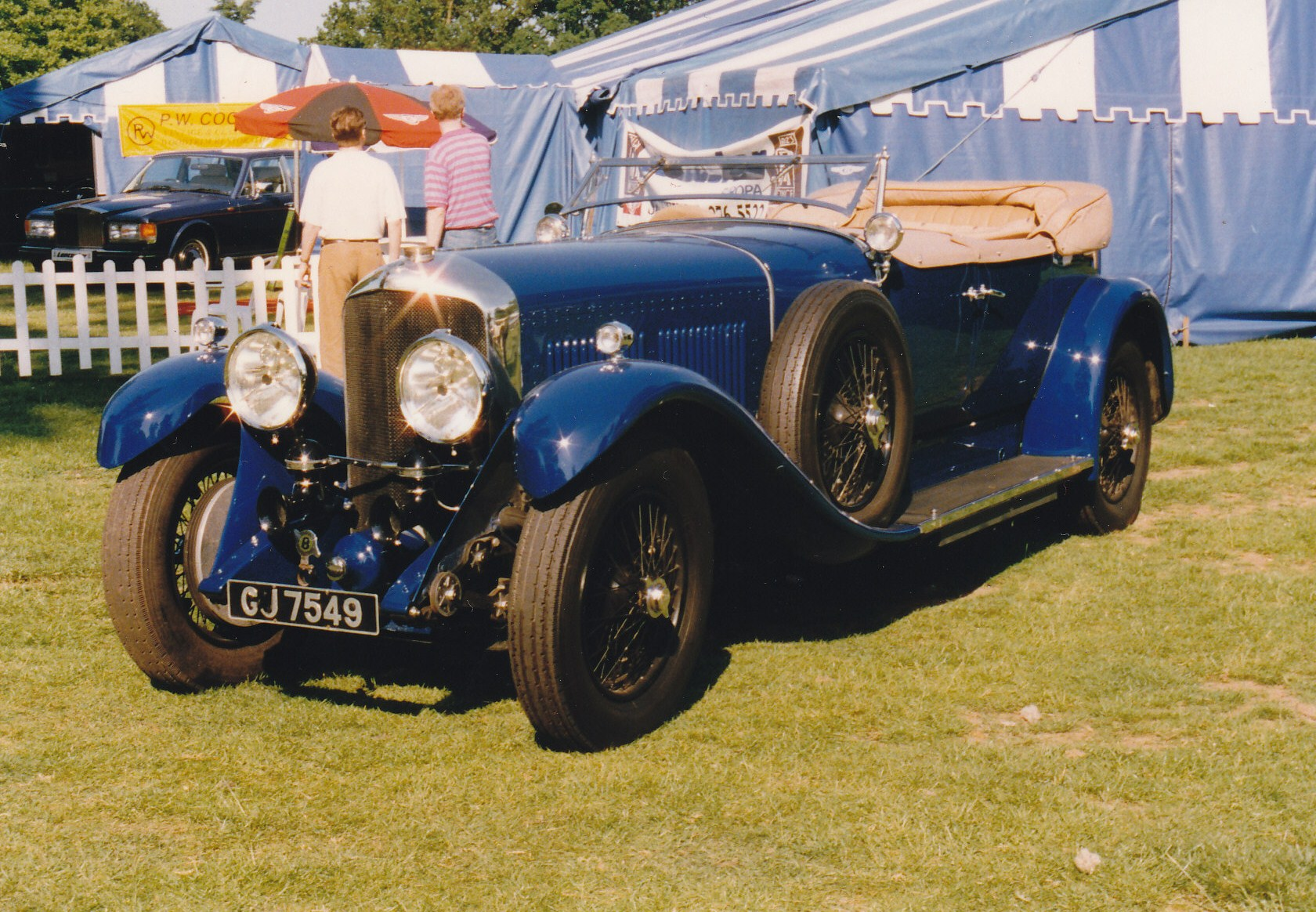
Carro de turismo Speed Six com carroceria original da encarroçadora Hooper

O chassi Bentley Speed Six foi lançado em 1928 como uma versão mais esportiva do Bentley 6½ Litre. Com um bloco de porta única, dois carburadores SU, um eixo de comando de válvulas de alto desempenho e uma taxa de compressão de 5,3:1, o motor do Speed Six produzia 180 hp a 3.500 rpm. O chassi do Speed Six estava disponível para clientes com distâncias entre eixos de 3.505 mm, 3.569 mm e 3.874 mm. A distância entre eixos de 138 polegadas (3.505 mm) era a mais popular.
O Departamento de Investigação Criminal da Polícia da Austrália Ocidental operou dois exemplares com carroceria sedã como viaturas de patrulha.
Em março de 1930, Barnato competiu com o Trem Azul em um Speed Six com carroceria sedã H. J. Mulliner, chegando ao seu clube em Londres antes do trem chegar à estação de Calais. Acreditava-se que o carro na corrida era um Gurney Nutting Sportsman Coupé, mas esse carro foi entregue a Barnato em maio de 1930, mais de um mês depois da corrida.

### Carros de corrida de fábrica
A versão de corrida do Speed Six tinha uma distância entre eixos de 3.353 mm e um motor com taxa de compressão de 6,1:1, que produzia 200 hp a 3.500 rpm. Sucessos nas corridas, esses carros venceram as 24 Horas de Le Mans em 1929 e 1930 com os pilotos da Bentley Boys, "Tim" Birkin, Glen Kidston e Woolf Barnato, presidente da Bentley Motors.

## Produção
- 6½ Litre: 362[1]
- Speed Six: 182[20]

## Galeria

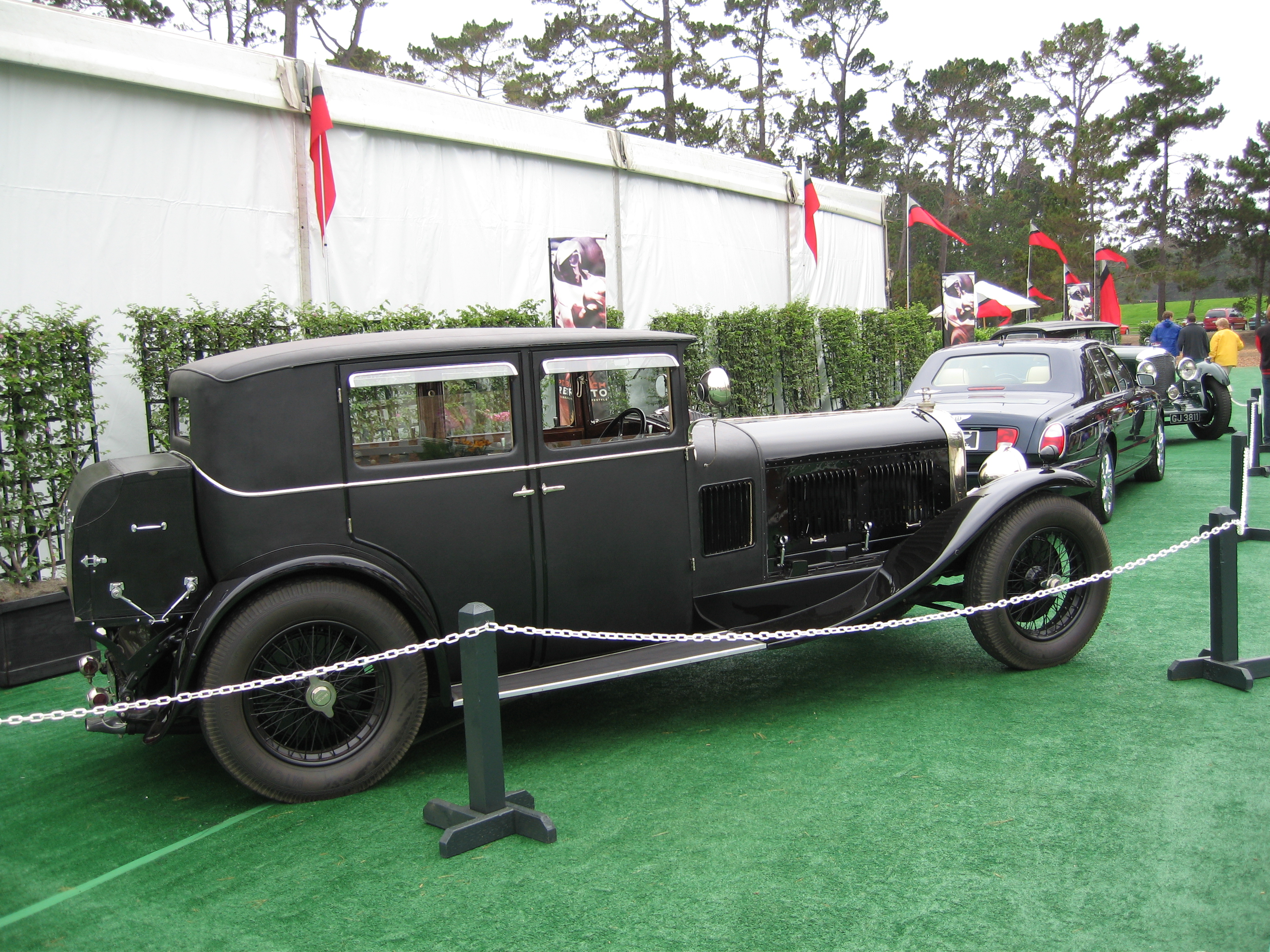
Sedã Speed Six H. J. Mulliner de Woolf Barnato, no qual ele correu contra o Blue Train
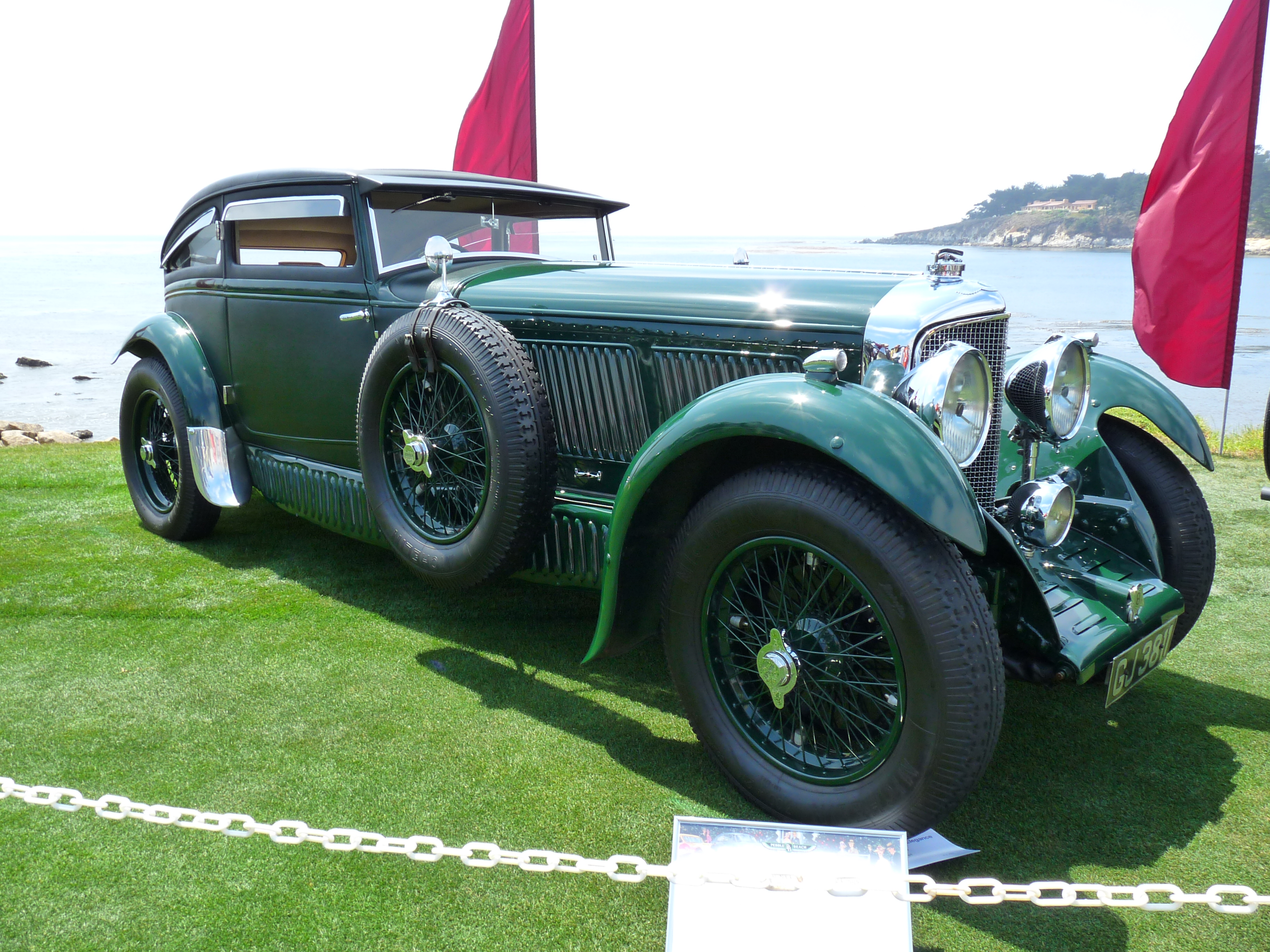
Gurney Nutting Sportsman Coupé 1930, frequentemente considerado o carro que competiu no Trem Azul; na verdade, foi entregue a Barnato semanas após a corrida. Foto do Concurso de 2009.
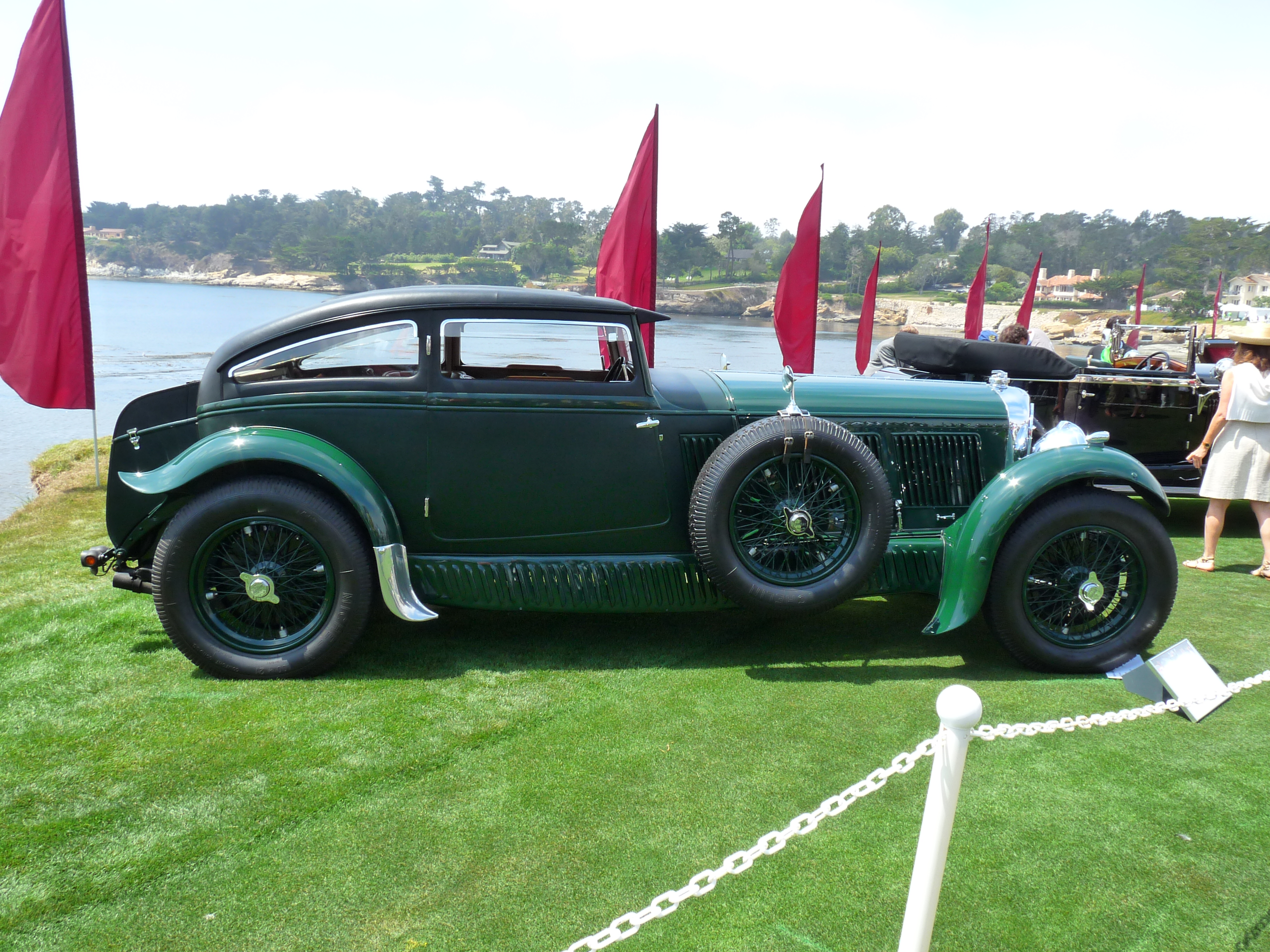
Vista lateral
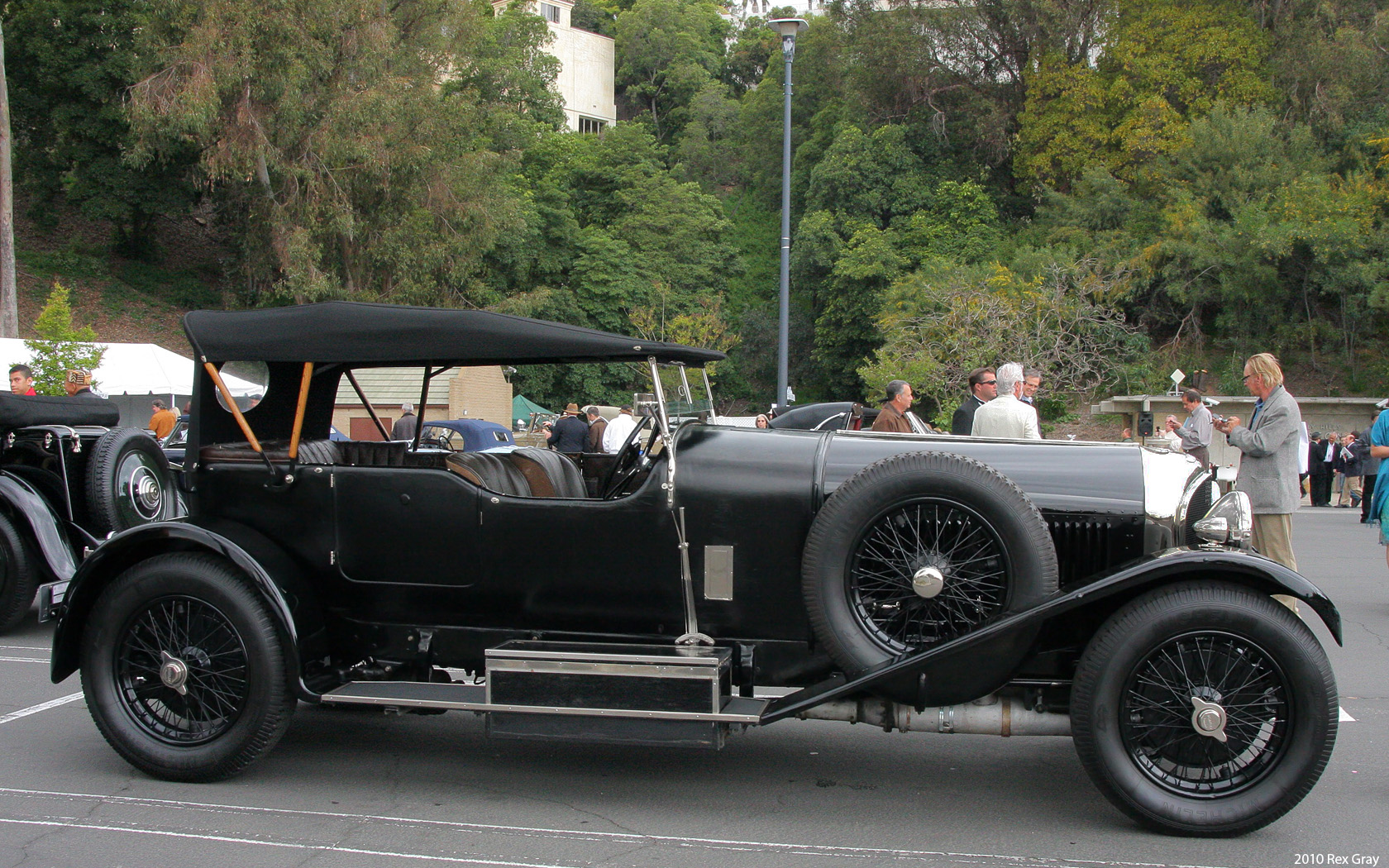
Bentley 6½ Litre carro de turismo
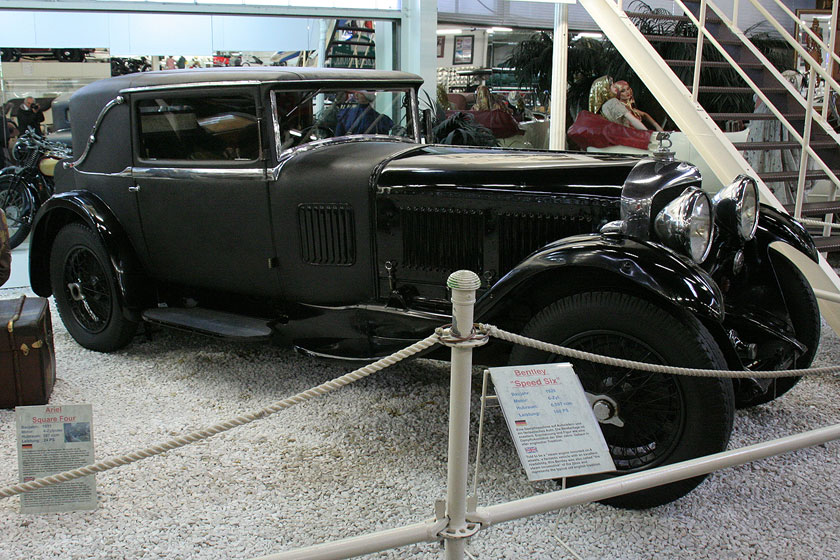
Bentley Speed Six cupê
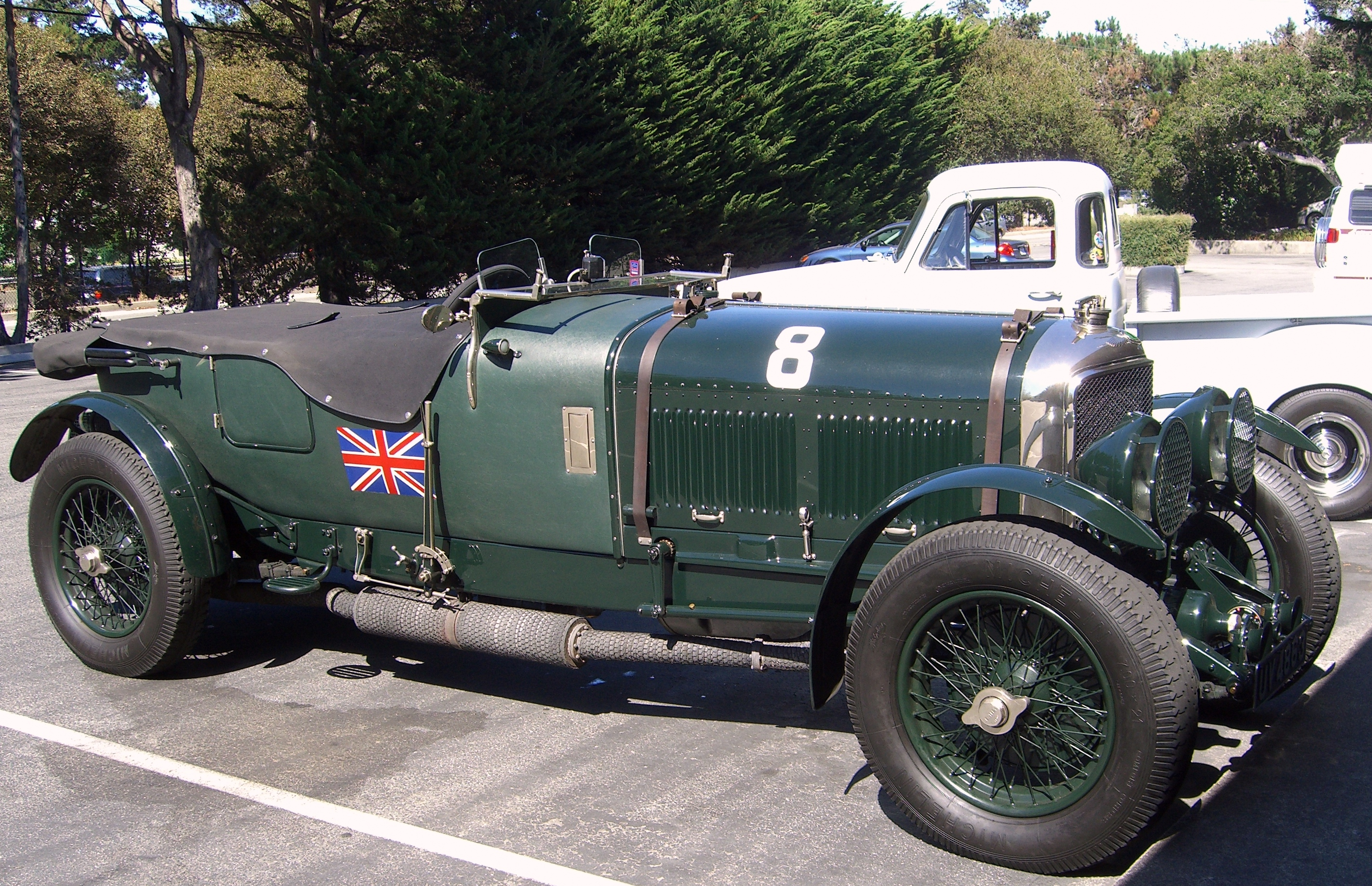
Bentley Speed Six preparado para a corrida
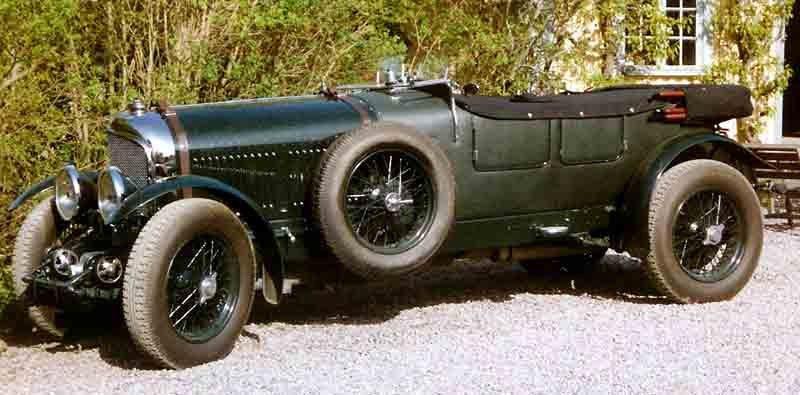
Bentley 6½-Litre carro de turismo
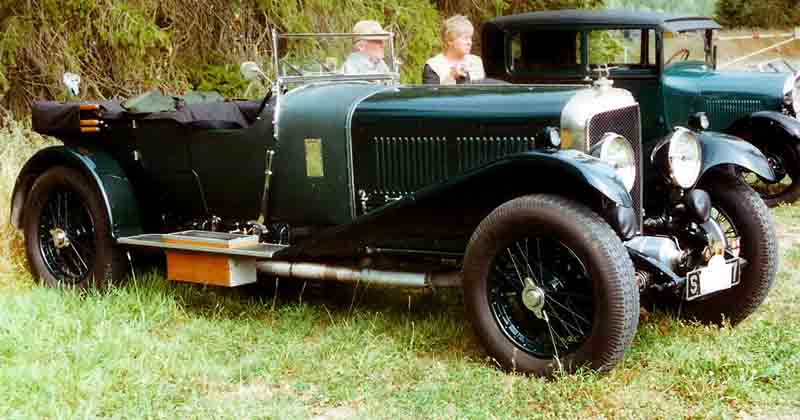
Bentley 6½-Litre Speed Six carro de turismo 1930
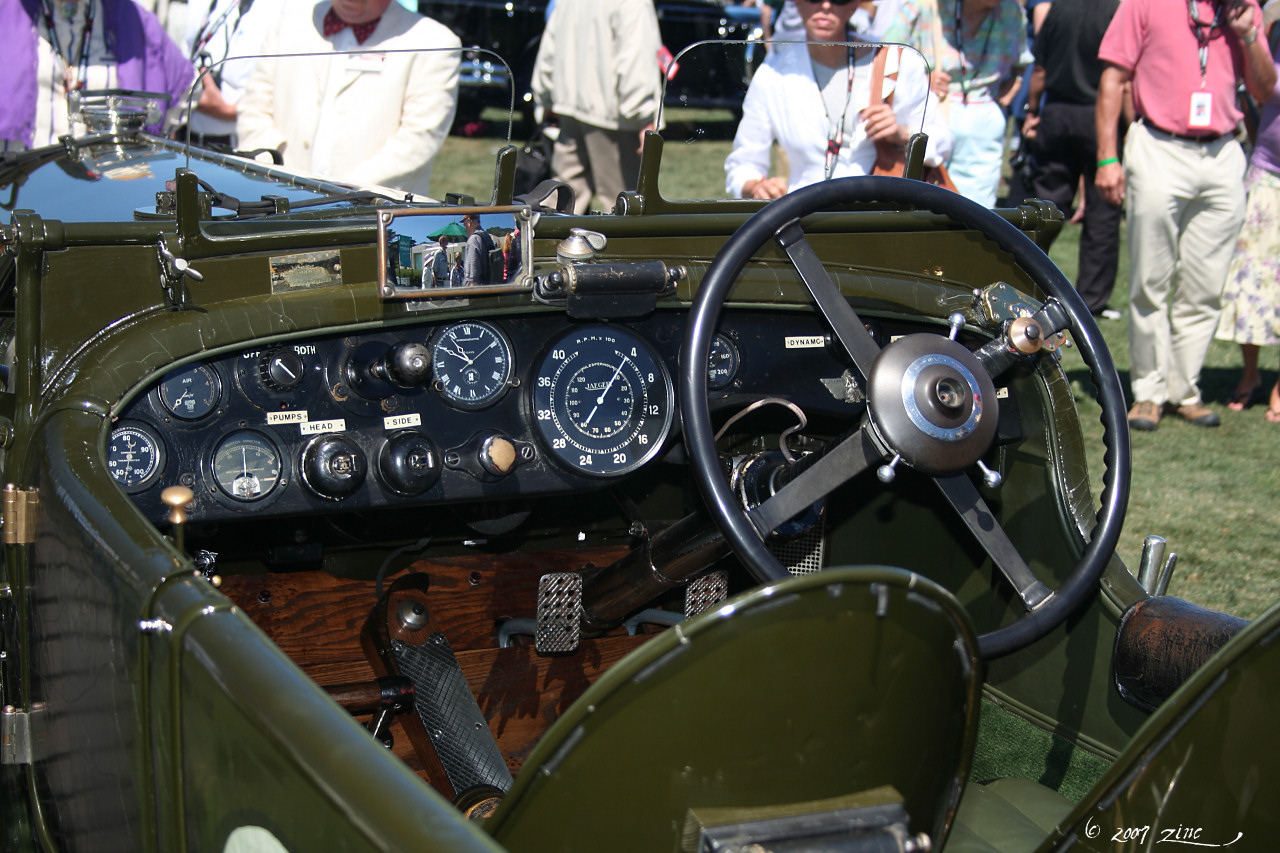
Bentley Speed Six interior